# Santa Maria della Versa
Santa Maria della Versa là một đô thị ở tỉnh Pavia trong vùng Lombardia của Ý, có cự ly khoảng 50 km về phía nam của Milan và khoảng 25 km về phía đông nam của Pavia. Tại thời điểm ngày 31 tháng 12 năm 2004, đô thị này có dân số 2.599 người và diện tích là 18,7 km².
Santa Maria della Versa giáp các đô thị sau: Castana, Golferenzo, Lirio, Montecalvo Versiggia, Montù Beccaria, Nibbiano, Pietra de' Giorgi, Rovescala, Ziano Piacentino.